# Guo Shengkun
 (février 2025).
La mise en forme du texte ne suit pas les recommandations de Wikipédia : il faut le « wikifier ».
Les points d'amélioration suivants sont les cas les plus fréquents :
- Les titres sont pré-formatés par le logiciel. Ils ne sont ni en capitales, ni en gras.
- Le texte ne doit pas être écrit en capitales (les noms de famille non plus), ni en gras, ni en italique, ni en « petit »…
- Le gras n'est utilisé que pour surligner le titre de l'article dans l'introduction, une seule fois.
- L'italique est rarement utilisé : mots en langue étrangère, titres d'œuvres, noms de bateaux, etc.
- Les citations ne sont pas en italique mais en corps de texte normal. Elles sont entourées par des guillemets français : « et ».
- Les listes à puces sont à éviter, des paragraphes rédigés étant largement préférés. Les tableaux sont à réserver à la présentation de données structurées (résultats, etc.).
- Les appels de note de bas de page (petits chiffres en exposant, introduits par l'outil «  Source ») sont à placer entre la fin de phrase et le point final[comme ça].
- Les liens internes (vers d'autres articles de Wikipédia) sont à choisir avec parcimonie. Créez des liens vers des articles approfondissant le sujet. Les termes génériques sans rapport avec le sujet sont à éviter, ainsi que les répétitions de liens vers un même terme.
- Les liens externes sont à placer uniquement dans une section « Liens externes », à la fin de l'article. Ces liens sont à choisir avec parcimonie suivant les règles définies. Si un lien sert de source à l'article, son insertion dans le texte est à faire par les notes de bas de page.
- La présentation des références doit suivre les conventions bibliographiques. Il est recommandé d'utiliser les modèles {{Ouvrage}}, {{Chapitre}}, {{Article}}, {{Lien web}} et/ou {{Bibliographie}}. Le mode d'édition visuel peut mettre en forme automatiquement les références.
- Insérer une infobox (cadre d'informations à droite) n'est pas obligatoire pour parachever la mise en page.

Pour une aide détaillée, merci de consulter Aide:Wikification.
Si vous pensez que ces points ont été résolus, vous pouvez retirer ce bandeau et améliorer la mise en forme d'un autre article.
Guo Shengkun (en chinois : 郭声琨 ; né le 16 octobre 1954) est un homme politique et chef d'entreprise chinois à la retraite. Entre 2017 et 2022, il a été secrétaire de la Commission centrale des affaires politiques et juridiques du Parti communiste chinois, membre du Politburo du PCC et secrétaire du Secrétariat du PCC.
Auparavant, Guo a été ministre de la sécurité publique, conseiller d'État, secrétaire du parti communiste du Guangxi et directeur général de l'Aluminum Corporation of China, une grande entreprise publique.

## Jeunesse
Originaire du comté de Xingguo, dans la province de Jiangxi, Guo Shengkun est né le 16 octobre 1954. Guo est entré dans la vie active en 1973, pendant la révolution culturelle, en tant que jeune envoyé dans une commune agricole de sa ville natale, et a adhéré au PCC en décembre 1974. De 1977 à 1979. Il a étudié l'exploitation minière à l'Institut de métallurgie de Jiangxi (aujourd'hui Université de science et de technologie de Jiangxi),.

## Carrière

### Industrie du métal
À partir de 1979, Guo travaille dans l'industrie des métaux non ferreux du Jiangxi, gravissant les échelons du département des machines du ministère de l'industrie métallurgique pour en devenir le chef de section, le secrétaire du parti et le surintendant. Il devient ensuite directeur de la mine de Huamei'ao de la China Non-Ferrous Metal Mining Corporation (CNMC) de 1985 à 1992, directeur de la mine d'argent de Guixi de 1992 à 1993, directeur de la succursale de Nanchang de la CNMC de 1993 à 1997, directeur général adjoint de la CNMC de 1997 à 1998 et directeur adjoint du ministère des métaux non ferreux de 1999 à 2000.
En 2000, il dirige la création de l'entreprise publique Aluminum Corporation of China Limited (Chinalco) et en devient le directeur général. Il a également supervisé la double cotation de la filiale de Chinalco, Aluminum Corporation of China Limited (Chalco), sur les bourses de New York et de Hong Kong.

### Politique du Guangxi
Après plus de deux décennies dans l'industrie métallurgique, Guo a été transféré en 2004 au gouvernement de la région autonome Zhuang du Guangxi. Là-bas, il est devenu secrétaire adjoint du parti et président adjoint de la région. En novembre 2007, il a succédé à Liu Qibao, transféré dans la province du Sichuan. Il occupe ce poste jusqu'en décembre 2012, date à laquelle Peng Qinghua lui succède,.

### Ministre de la sécurité
En décembre 2012, Guo a été transféré au gouvernement national pour succéder à Meng Jianzhu en tant que ministre de la Sécurité publique. Certains analystes politiques ont mis en doute son aptitude à occuper ce poste, car il n'avait qu'une expérience juridique minimale. Le 16 mars 2013, Guo a été nommé conseillers d'État en Chine.
Guo Shengkun a été membre suppléant des 16e et 17e Comités centraux, et membre à part entière du 18e Comité central.

### Commission centrale des affaires politiques et juridiques
En octobre 2017, après le 19e Congrès du Parti, Guo a été nommé secrétaire de la Commission centrale des affaires politiques et juridiques (CCAPJ) et membre du Politburo du PCC. Il a quitté le Politburo et le poste de secrétaire de la CCAPJ en octobre 2022.